# Yael Grobglas
Yael Grobglas (héberül: יעל גרובגלס) (Párizs, 1984. május 31. –) izraeli színésznő, modell. 
Több filmjében is a legjobb izraeli színészekkel forgatott együtt. A CW csatorna 2013-as sorozatában a ”Reign”-ben (2013–2014) alakított Olivia-ként vált ismertté, mint Francis herceg első igaz szerelme. 2014-től pedig Petra Solano-t illetve Anezkát alakítja a Jane the Virgin-ben.

## Fiatalkora
Yael Grobglas (héberül: יעל גרובגלס) igaz, Párizsban született, de anyukájával (az osztrák Eva Grobglas) és apukájával (a francia Jean Pierre) még egészen kiskorában Izraelbe (Raanana) költöztek, ahol nagyon hamar fel is fedezték a tehetségét. Tinédzserként ő is, mint ahogy nagyon sok fiatal lány, a tánccal próbálkozott elsőnek, amiben nagyon jó volt. Különféle típusú táncokat sajátított el és profi csapatokban táncolt.

## Pályafutása

### Modell
Később pedig már inkább a modellkedés vonzotta. Az Elite Modeling Agency-nél töltötte a rövid modell karrierjét. Sok kifutópálya-bemutatóban és reklámkampányban is részt vett. Igazi szenvedéllyel csinált mindent, amibe belekezdett.
Bár nem közvetlen a modellkedéssel függ össze -sőt, ekkor már nem is modellkedett-, de Yael 2014-ben az első helyen szerepelt a 38 Sexiest Women Of Fall TV listáján. Olyanokat előzött meg mint, Adelaide Kane (38. hely), Kate Walsh (21. hely), Katherine Heigl (18. hely), Marie Avgeropoulos (13. hely), Nina Dobrev (10. hely), Phobe Tonkin (9. hely), Sophia Bush (5. hely) és Stana Katic (4. hely).
2016-ban a TheLuxer.com egyik nyári kollekciójának lett a modellje. Ugyan ebben az évben még a ContentMode Magazine is készített vele egy fotósorozatot.

### Színész
Bár mind a táncban, mind a modellkedésben nagyon sikeres volt, hamar megtalálta az igazi hivatását, a színészetet. Miután a kisebb projektek lezárultak, szerepet kapott egy sci-fi sorozatban. A Ha'Yi (the Island) mind három évadjában jelen volt, ami népszerűvé tette őt a fiatal izraeliek körében. A Kalevet című horror filmben, a Ha-Shualim (the Foxes) szituációs komédiában és a Yehefim mini sorozatban a legjobb izraeli színészekkel játszott együtt.
Miközben forgatott és kisebb reklámokban is részt vett, beiratkozott egy színjátszótanfolyamra a Yoram Loewenstein Performing Arts Stúdióba, amit sikeresen és remekül el is végzett. Woody Allen  Play it Again, Sam színházi előadásában is látható volt Lindaként. 2013-ban America szerepét játszotta volna a The Selection sorozatban, de végül még a pilot adásba kerülése előtt elkaszálták a sorozatot.
Szerencsére nem maradt sokáig munka nélkül, ugyanis 2013-ban szerepet kapott a Reign című sorozatban. Mondhatni, hogy az igazi pályafutása Olivia karakterével kezdte, a CW egy visszatérő szereplőre szerződtette le, aki egy olasz nemes és Francis herceg élete első igazi szerelme volt, akivel csodás jövőt terveztek az édes szerelmesek. A lány viszont egy házassági ajánlatot kapott, és ezért fájó szívvel ott kellett hagynia élete szerelmét, akinek ártatlanságát is odaadta, nem törődve a következményekkel, pedig akkor nagyon sokat ért a szüzesség. Francis sem törődött, hiszen teljes szívéből szerette a lányt és feleségül is akarta venni. De aztán a lánynak el kellett menni és mikor visszatért, már késő volt. Francisnek kötelessége volt, hogy elvegye Mary-t, ha szereti, ha nem...
Habár bármennyire is sok mindent ki lehetett volna hozni Olivia karakteréből és Francis-hez kötődő igaz szerelmükből, a rendezők úgy találták, hogy sokkal nagyobb lesz a nézettség, ha nem csak a kötelező házasság lesz meg Mary és Francis között, hanem szerelem is, ezért hamar ki kellett iktatni a lány karakterét a sorozatból, mielőtt mindenki meglátja a szerelmet Francis és Olivia között.
2014-ben azonban elindult a Jane the Virgin című sorozat, ahol Yael egy Petra Solano nevű lányt játszik, aki menekül a régi élete elől ezért egy gazdag pasival akar összeházasodni. Ám, mivel ez nem igazán akart bekövetkezni, úgy döntött, hogy újdonsült férjjelöltjének a spermáját felhasználva mesterséges megtermékenyítéshez folyamodik. Sajnos terve hamar kudarcba fullad, ugyanis a doktornő részeg volt és rossz nőhöz lépett be...
Karaktere a történet elején elég negatívnak van beállítva, de ahogy telik az idő, rengeteg olyan jelenet van, ahol együtt lehet vele érezni. Sőt, megérteni és meg is szeretni Petrát. A sorozatban van még egy karaktere Anezka, aki a rég-rég elveszett, tétova, ügyetlen orosz ikertestvért alakította kezdetben. Később viszont Petra legveszélyesebb ellenségének bizonyult, mikor lebénította őt.
2015-ben szerepelt a Jeruzalem című horrorfilmben, ahol az egyik főszereplő, Rachel Klein szerepébe bújhatott. 2016-ban a Grace Note című rövidfilmben volt látható, illetve a Crazy Ex-Girlfriend című sorozatban alakított egy dinamikus üzletasszonyt.
A Supergirl című sorozat 2017-es és 2018-as évadában Gayle Marsh / Psi szerepében volt látható. 
2018-ban az Interjú Istennel című filmben szerepelt mint Sarah Asher.